# Padež (Laško, Slovenija)
Padež je naselje u slovenskoj Općini Laškom. Padež se nalazi u pokrajini Štajerskoj i statističkoj regiji Savinjskoj. 

## Stanovništvo
Prema popisu stanovništva iz 2002. godine naselje je imalo 52 stanovnika.